# لندووو (شهرستان سووپسک)
لندووو (به لاتین: Lędowo) یک روستا در لهستان است که در گمینا اوستکا واقع شده‌است.